# Chabaré
Chabaré (auch: Chebaré, Ghabaré, Shabareh) ist ein Dorf in der Landgemeinde Maïjirgui in Niger.

## Geographie

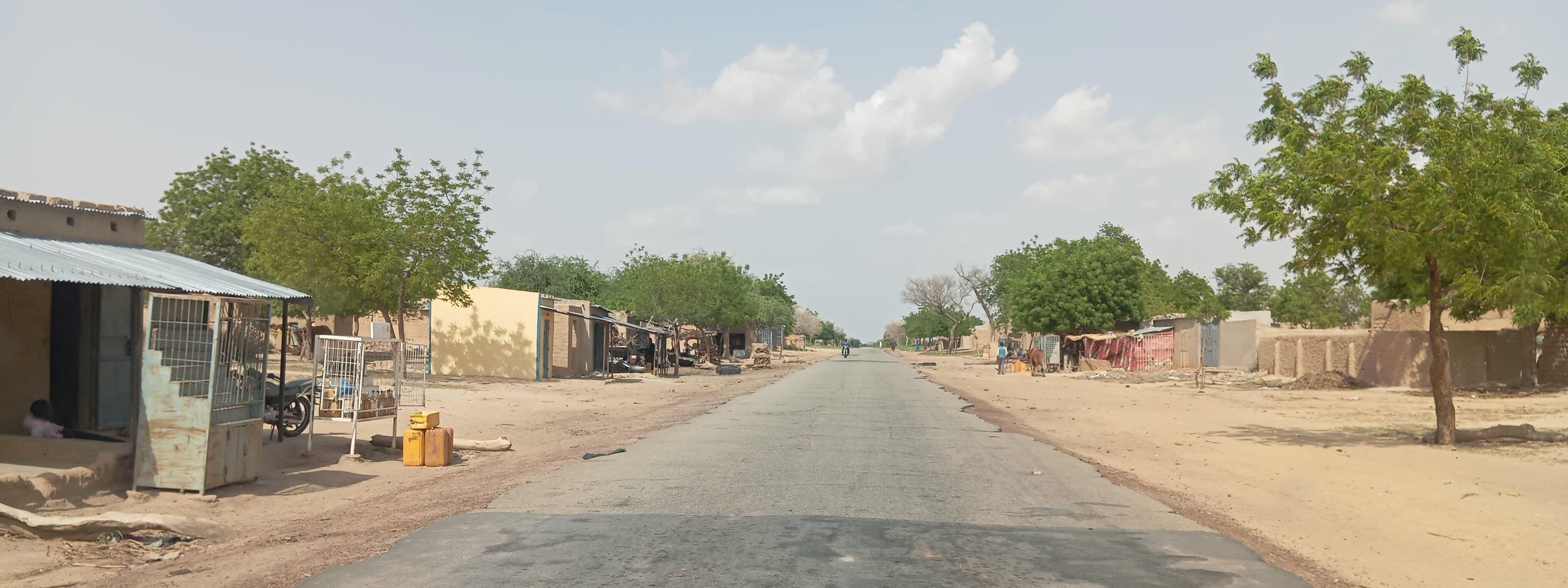
Ortsmitte von Chabaré (2024)

Das von einem traditionellen Ortsvorsteher (chef traditionnel) geleitete Dorf befindet sich rund vier Kilometer östlich des Hauptorts Maïjirgui der gleichnamigen Landgemeinde, die zum Departement Tessaoua in der Region Maradi gehört. Zu weiteren Siedlungen in der Umgebung von Chabaré zählen Kongomé im Osten und Sarba im Süden.
Es herrscht das Klima der Sahelzone vor, mit einer durchschnittlichen jährlichen Niederschlagsmenge zwischen 300 und 400 mm. Die Forêt classée de Chabaré ist ein 795 Hektar großes Waldschutzgebiet. Die Unterschutzstellung erfolgte am 21. Januar 1952. Das Schutzgebiet ist von Bodendegradation betroffen. Zu den im Dorf beziehungsweise im Waldschutzgebiet beobachteten Vogelarten zählen:
- Haussegler (Apus affinis)
- Alektoweber (Bubalornis albirostris)
- Kuhreiher (Bubulcus ibis)
- Senegalracke (Coracias abyssinicus)
- Palmensegler (Cypsiurus parvus)[4]
- Senegaltrappe (Eupodotis senegalensis)[5]
- Rotbauch-Glanzstar (Lamprotornis pulcher)[4]
- Grautoko (Lophoceros nasutus)[5]
- Gabarhabicht (Micronisus gabar)[4]
- Kaptäubchen (Oena capensis)[5]
- Graukopfsperling (Passer griseus)[4]
- Zwergweber (Ploceus luteolus)
- Halsbandsittich (Psittacula krameri)[5]
- Palmtaube (Spilopelia senegalensis)[4]
- Fleckstirnweber (Sporopipes frontalis)
- Schwarzschopfkiebitz (Vanellus tectus)[5]

## Geschichte

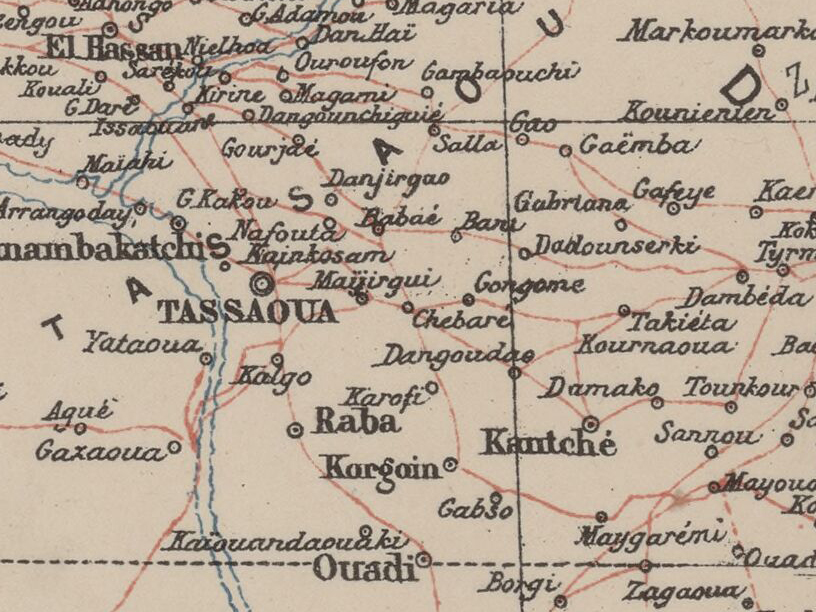
Ausschnitt einer Karte von 1903 mit Chabaré (Chebaré) im Zentrum

Der britische Reiseschriftsteller A. Henry Savage Landor passierte Chabaré am 22. September 1906 im Rahmen seiner zwölfmonatigen Afrika-Durchquerung.

## Bevölkerung
Bei der Volkszählung 2012 hatte Chabaré 2694 Einwohner, die in 302 Haushalten lebten. Bei der Volkszählung 2001 betrug die Einwohnerzahl 1662 in 212 Haushalten und bei der Volkszählung 1988 belief sich die Einwohnerzahl auf 2189 in 434 Haushalten.
Die Bevölkerungsdichte in diesem Gebiet ist für nigrische Verhältnisse hoch.

## Wirtschaft und Infrastruktur

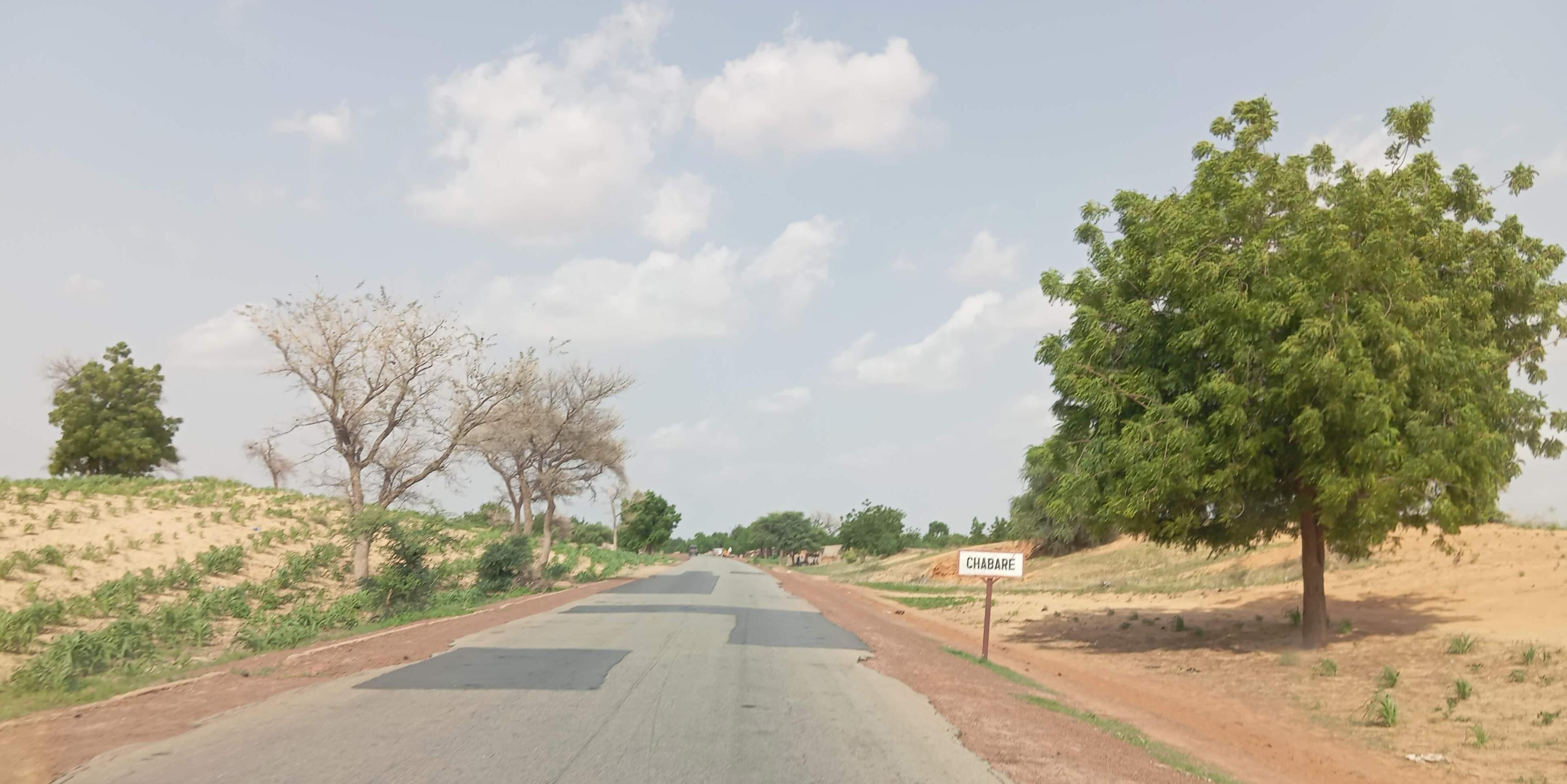
Ortstafel von Chabaré an der Nationalstraße 1 (2024)

Durch Chabaré führt die asphaltierte Nationalstraße 1, die längste Fernstraße Nigers. Das Gebiet der Ebenen im südlichen Teil der Region Maradi, in dem Chabaré liegt, ist von einer anhaltenden Degradation der ackerbaulichen Flächen gekennzeichnet, die mit der hohen Bevölkerungsdichte in Zusammenhang steht. Es gibt eine Schule im Dorf.